# Avoué
Avoué bezeichnete im Rechtssystem Frankreichs einen juristischen Beruf. Der  Avoué wurde vor allem mit der schriftlichen Vorbereitung (postulation) bei der Vertretung eines Mandanten beauftragt (siehe auch solicitor). 
Im Gegensatz dazu stand der avocat, dessen Aufgabe das mündliche Plädoyer vor Gericht war. Durch die loi n° 71-1130 vom 31. Dezember 1971 wurde für die erste Instanz der Beruf des avoué mit dem avocat verschmolzen. Im Jahre 2010 wurde auch für die zweite Instanz der avoué mit dem avocat fusioniert. 